# Rudolf Grossmann (malíř)
Rudolf Grossmann (též Rudolph Grossmann, celým jménem Rudolf Wilhelm Walther Großmann; 25. ledna 1882 Freiburg im Breisgau, Německo – 28. listopadu 1941 Freiburg im Breisgau, Německo) byl německý umělec a grafik.

## Život
Rudolf Grossmann vyrůstal v uměleckém prostředí. Jeho dědeček byl dvorní malíř Wilhelm Dürr, jeho matka portrétní malířka. Rudolf Grossmann nejprve studoval medicínu a filozofii v Mnichově v letech 1902–1904, pak šel na pět let do Paříže, kde byl mimo jiné student Luciena Simona. Tam se věnoval, zpočátku pod vlivem Paula Cézanna, krajinomalbě. S Julesem Pascinem cestoval do Belgie a Holandska. Další studijní cesty ho zavedly do severní a jižní Francie, do Vídně, Budapešti a Stockholmu.
Předtím, než pokračoval v cestování (někdy doprovázen svým přítelem Hansem Purrmannem) zůstal v roce 1910 na čas v Berlíně. Navštívil Engadin, Mnichov, Tegernsee a Itálii.
Po návratu do Německa žil Grossmann v Berlíně a od té doby pracoval jako grafik. Vytvářel mimo jiné knižní ilustrace a portréty celebrit. V roce 1928 se stal profesorem na Kunsthochschule v Berlíně a byl členem uměleckých skupin Berliner Secession a Deutscher Künstlerbund.
Po uchopení moci nacisty byl v roce 1934 vyloučen jako profesor ze školy a odešel do Freiburgu. Grossmannovy práce byly národními socialisty hanobeny jako „degenerované“. V roce 1937 byla tři jeho díla vystavena na nacistické propagandistické výstavě Entartete Kunst v Mnichově a 206 jeho děl bylo zabaveno.
Zemřel v roce 1941 ve Freiburgu, ve svých 59 letech.

## Dílo
Je známý jako ilustrátor knih několika spisovatelů své doby. Kromě toho umělecky ztvárňoval portréty a zaznamenával obrazy každodenního života. Řadí se mezi umělce německého expresionismu, ale udržoval si vlastní linii. V roce 1937 byl po převzetí moci národními socialisty očerněn na výstavě Zvrhlé umění v Michově.

## Galerie

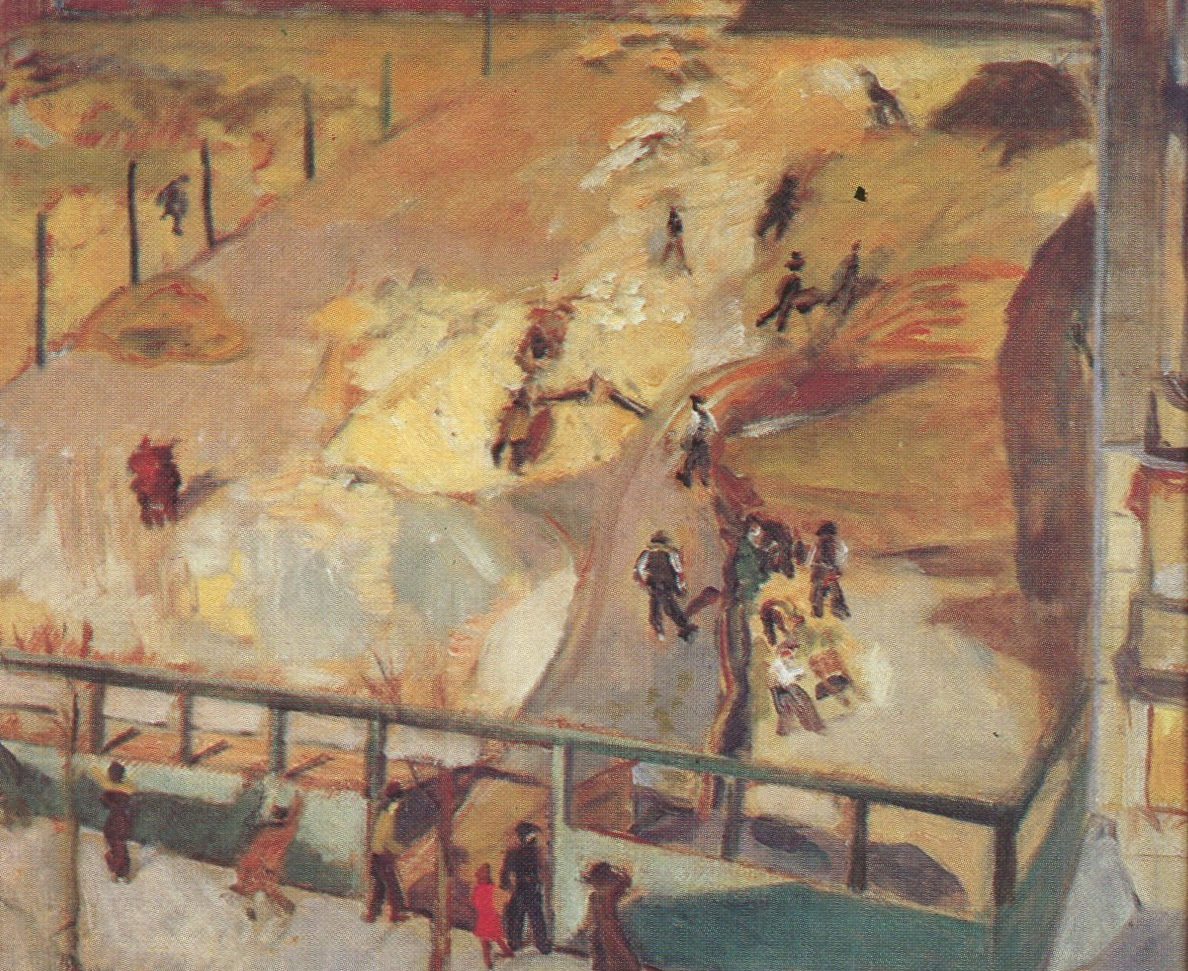
Rudolf Großmann: Stavba ulice v Berlíně (Straßenbau in Berlin), 1925
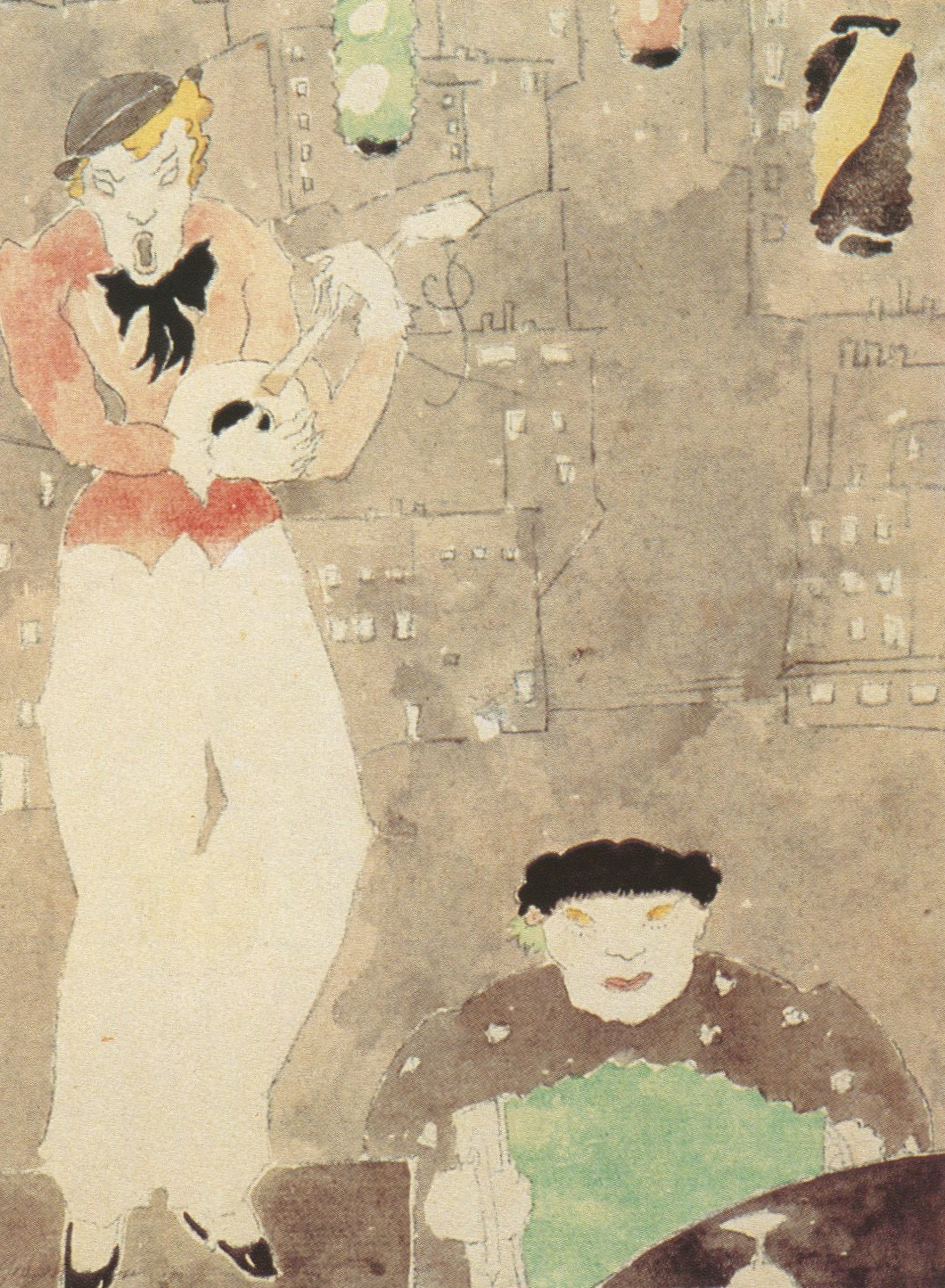
Rudolf Großmann: Hudebníci (Musikanten), 1918
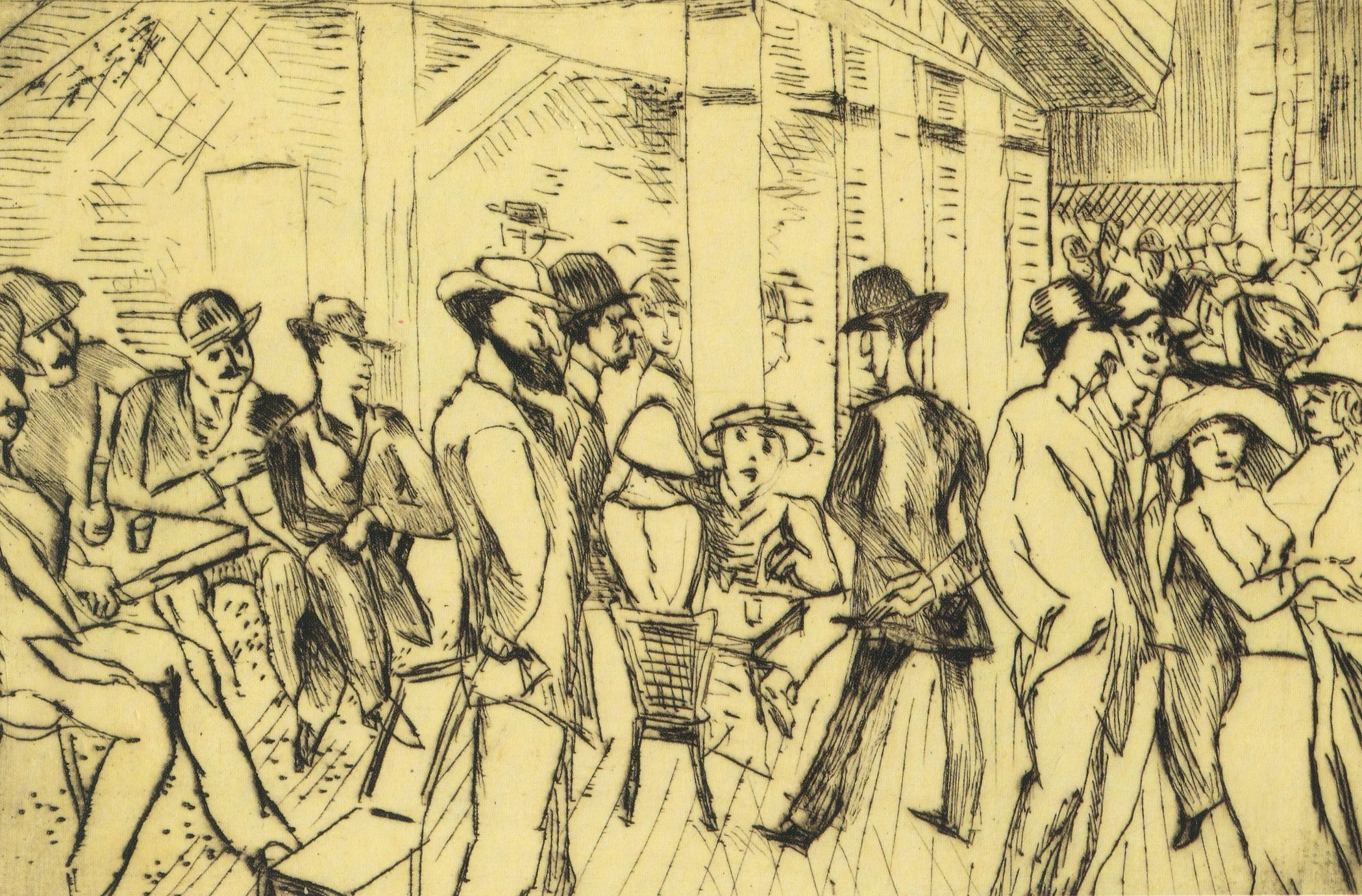
Rudolf Großmann: Malíři Jules Pascin a Hans Purrmann v Moulin de la Galettte, 1909
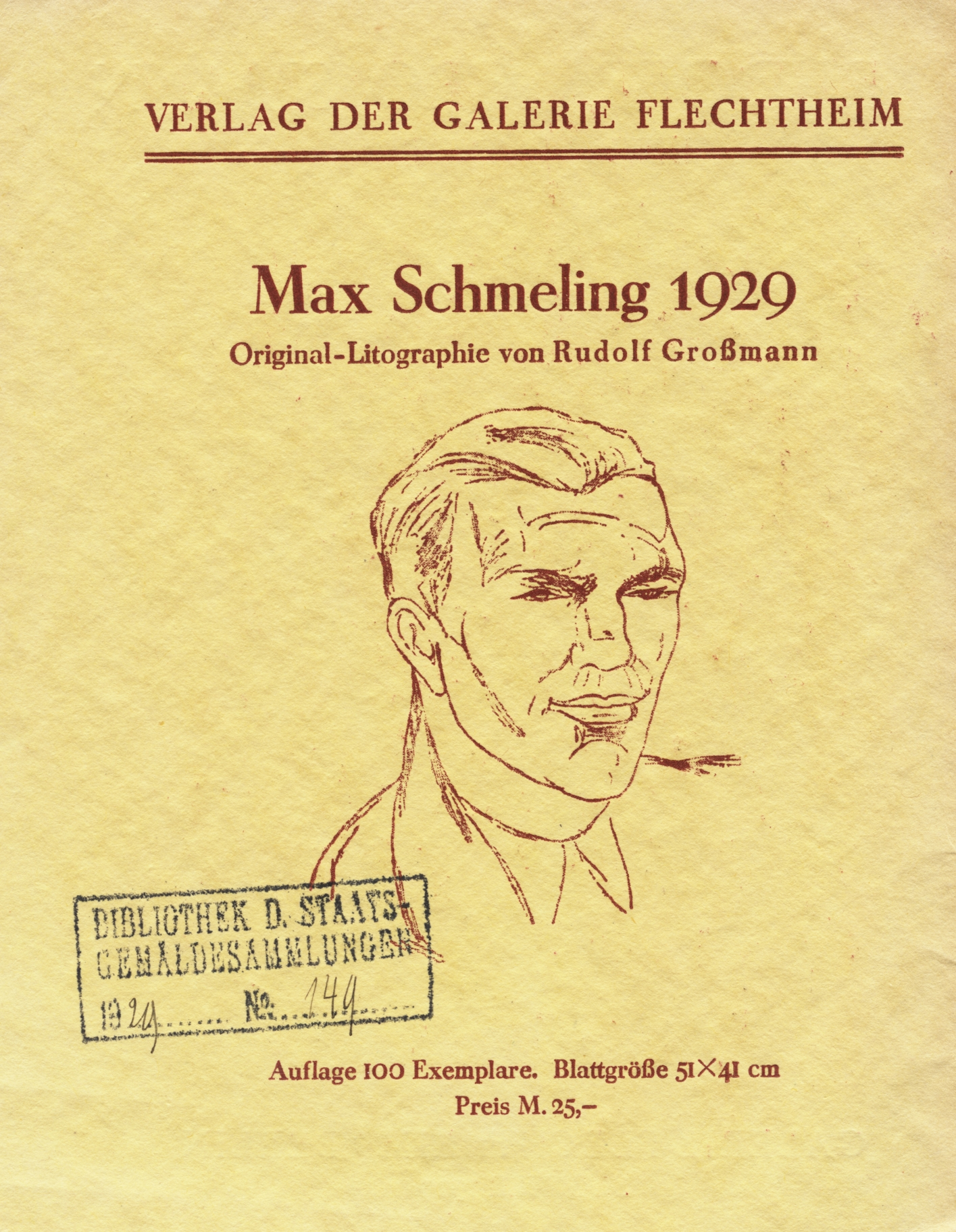
Rudolf Großmann: Max Schmeling, 1929
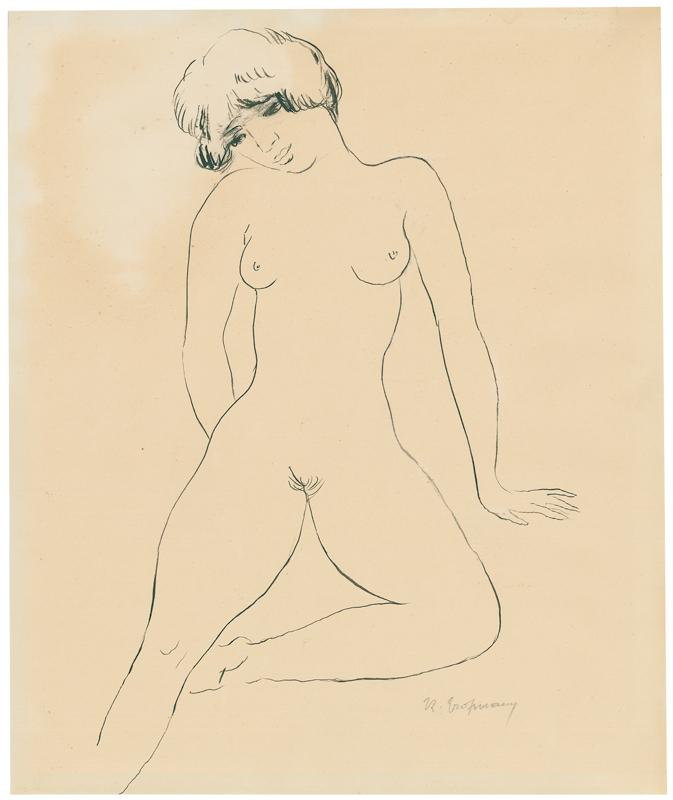
Rudolf Großmann: Ženský akt s pokrčenou nohou (Frauenakt mit angewinkeltem Bein), perokresba